# Fujiwara no Nakahira
Fujiwara no Nakahira (藤原仲平, 875 – 945) ,  também conhecido como Biwa no Daijin (びわ大臣), foi um nobre, estadista, político e poeta durante o Período Heian da história do Japão.

## Vida
Este membro do ramo Hokke do Clã Fujiwara foi o segundo filho de Fujiwara no Mototsune.
Nakahira participava do grupo de literatura de Fujiwara no Kanesuke um dos Trinta e seis Imortais da Poesia. Algumas das poesias que Nakahira escreveu foram publicadas no Kokinshu.
Em 919 Nakahira mandou construir em Dazaifu o Araku-ji, um templo em homenagem a Sugawara no Michizane.

## Carreira
Participou do governo nos reinados do Imperador Daigo (897 - 930) e do Imperador Suzaku (930 até 946).
Nakahira  assume em 924 o posto de Mutsu Dewa Azechi (Responsável Militar pela Região de Mutsu-Dewa). 
Em 932, Nakahira foi nomeado Udaijin.
Em 937, Nakahira foi promovido a Sadaijin.
Em 945 o Sadaijin Nakahira morre; e foi postumamente homenageado pelo imperador.

| Precedido por Fujiwara no Tadahira | 24º Sadaijin (937 - 945)        | Sucedido por Fujiwara no Saneyori  |
| Precedido por Fujiwara no Sadakata | 41º Udaijin (932 - 937)         | Sucedido por Fujiwara no Tsunesuke |
| Precedido por Fujiwara no Sadakata | 43º Mutsu Dewa Azechi (924-933) | Sucedido por Fujiwara no Yasutada  |